# Документи з кадрово-контрактових питань
Документи з кадрово-контрактних питань — це документи, що містять інформацію про особовий склад підприємства (організації), зафіксовану в заявах про прийняття (звільнення, переведення) на роботу, наказах про особовий склад, автобіографіях, характеристиках, контрактах (трудових угодах) з найму працівників тощо.
Автобіографія — це документ, в якому особа, що складає його, дає опис свого життя і діяльності.
Основна вимога до такого документа — досягти вичерпності потрібних відомостей і лаконізму викладу.
Кожне нове повідомлення починається з абзацу.
В автобіографії обов'язково вказуються:
- Прізвище, ім'я та по батькові (Я, Петренко Сергій Миколайович).

- Дата народження (народився 9 серпня 1977 р.).

- Місце народження (місто, село, район, станція, селище, область).

- Короткі відомості про сім'ю, в якій народився (батько, мати, рік народження, їх місце проживання, місце роботи).

- Відомості про навчання (повне найменування всіх навчальних закладів, у яких довелося вчитися і протягом якого часу).

- Відомості про трудову діяльність (коротко, у хронологічній послідовності назви місць роботи і посад).

- Відомості про громадську роботу (усі її види).

- Короткі відомості про сім'ю (чоловік, дружина, діти, місце роботи, посада, місце навчання, вік).

- Дата і підпис автора.

Примітка — Заголовок (автобіографія) пишеться посередині рядка, трохи нижче верхнього поля . Кожне нове повідомлення повинне починатися з абзацу . Усі дати пишуться за таким зразком : 10 вересня 1983 року, у лютому 1986 р., протягом 1985/86 навчального року. Дата написання вміщується ліворуч під текстом, підпис автора — праворуч .
Заява — документ, який містить прохання або пропозицію однієї, кількох осіб чи організації, адресовану установі або посадовій особі. Розрізняють офіційні заяви, заяви з кадрово-контрактових питань, заяви-зобов'язання та позовні заяви.
Заяви мають такі реквізити:

— Адреса (назва організації або службової особи).

— Відомості про заявника (прізвище, ім'я, по батькові і домашня адреса, у деяких випадках займана посада).

— Назва виду документа .

— Текст (у заяві про прийняття на роботу подається лише сам висновок).

— Перелік додатків із зазначенням кількості сторінок.

— Підпис автора і дата укладання заяви.
Слід пам'ятати:
При адресуванні до тієї організації, де працює автор, не треба зазначати домашню адресу, а достатньо назвати посаду і місце роботи (структурний підрозділ).
У тексті заяви формулюється прохання (висновок) і дається обґрунтування прохання (докази).
Заяви-зобов'язання належать до обліково-фінансових документів. Кредитування за спеціальними позиковими рахунками оформлюється за заявою-зобов'язанням, яка є різновидом термінового зобов'язання .
Характеристика — документ, у якому дається оцінка ділових і моральних якостей працівника. У кожній характеристиці повинні бути чотири частини, що логічно пов'язані між собою. Перша — анкетні дані, що йдуть за назвою документа, де зазначають прізвище, ім'я, по батькові, посаду (вчений ступінь і звання), рік народження, освіту, які прийнято розташовувати у стовпчик. Друга — дані про трудову діяльність (факс, тривалість роботи, рівень професійної майстерності та інше). Третя — власне характеристика, ставлення до роботи, підвищення професійного і наукового рівня, відносини у трудовому колективі. Тут же міститься згадка про урядові винагороди або заохочення. Четверта — висновки, де зазначено призначення характеристики.
Текст викладається від третьої особи. Підписи на цьому документі посвідчуються круглою гербовою печаткою. Документ видається на руки працівникові або надсилається до установи, підприємства, що його вимагали.
Контракт — це правовий документ, що засвідчує певну домовленість між партнерами (підприємством чи установою й працівником) про засади спільної виробничої і творчої діяльності.
Через контракт громадяни реалізують право розпоряджатися своїми здібностями до праці згідно із Законами України «Про підприємство», «Про власність», які свідчать: «Громадянинові належить виняткове право розпоряджатися своїми здібностями до виробничої і творчої праці, він здійснює це право незалежно або на основі договору». Розрізняють контракти на управління підприємством, контракти на організацію ведення бухгалтерського обліку у товаристві та контракти на виконання обов'язків (трудові договори).
Контракти повинні мати такі реквізити:

— Загальні положення .

— Функції та обов'язки .

— Компенсація та права .

— Формування й умови діяльності .

— Оплата праці й соціально-побутове забезпечення .

— Відповідальність сторін, розв'язання суперечок .

— Умови праці та відпочинку .

— Зміна та розірвання контракту .

— Термін дії та інші умови контракту .

— Адреси сторін та інші відомості .
При укладанні, зміні, виконанні та припиненні контрактів застосовуються такі документи:

— Наказ про прийняття на роботу за контрактом .

— Додаткова угода до контракту .

— Угода про дострокове розірвання контракту .

— Наказ про розірвання контракту .

— Заява про дострокове розірвання контракту .

— Ухвала підприємства про дострокове розірвання котракту.
Контракт складається у двох примірниках — по одному для кожної сторони. Про це зазначається у тексті контракту.
Трудові угоди — це документи, що укладаються між організаціями і працівниками, які не входять до складу цієї організації, для виконання певних видів робіт, коли ці роботи не можуть бути виконані на договірних засадах з відповідними установами та підприємствами.
Трудова угода повинна мати такі реквізити:

— Назва документа (трудова угода).

— Дата і місце складання.

— Перелік сторін, що уклали угоду.

— Зміст угоди із зазначенням обов'язків виконавця і замовника.

— Юридичні адреси сторін.

— Печатка підприємства або організації.
Укладається в кількох примірниках, один з яких видається виконавцеві, а інші зберігаються у справі організації-замовника.